# Milieux ouverts du parc naturel régional des Vosges du Nord
 (août 2022).
Si vous disposez d'ouvrages ou d'articles de référence ou si vous connaissez des sites web de qualité traitant du thème abordé ici, merci de compléter l'article en donnant les références utiles à sa vérifiabilité et en les liant à la section « Notes et références ».
Le parc naturel régional des Vosges du Nord est situé à cheval sur les départements du Bas-Rhin et de la Moselle.

## Pelouses sableuses
Les pelouses sont des prairies sèches sans apport d'engrais, généralement fauchées. Il s'agit donc de milieux semi-naturels qui abritent une flore exceptionnelle grâce à la gestion extensive dont ils font l'objet. Le fleuron du patrimoine de ces pelouses est une fougère, le botryche à feuilles de camomille (Botrychium matricariifolium), dont les plus belles populations européennes sont dans les Vosges du Nord. Le botryche lunaire (Botrychium lunaria), l'œillet des Chartreux (Dianthus carthusianorum) et le lychnis visqueux (Lychnis viscaria) sont d'autres plantes caractéristiques de ces pelouses où la végétation clairsemée laisse apparaître le thym serpolet (Thymus serpyllum) très odorant. Ces pelouses sèches et bien ensoleillées offrent un habitat idéal pour certaines espèces de papillons comme l'Écaille pourprée (Rhyparia purpurata), l'Écaille chinée (Euplagia quadripunctaria), le Cuivré de la verge-d'or (Lycaena virgaureae) et le Cuivré commun (Lycaena phlaeas).

## Pelouses calcaires
Sur les bordures calcaires lorraines et alsaciennes, quelques rares pelouses parsemées de buissons épineux de prunelliers (Prunus spinosa) et d'aubépines (Crateagus) sont des paradis pour les orchidées : orchis bouc (Himantoglossum hircinum) et pourpre (Orchis purpurea), ophrys frelon (Ophrys fuciflora) et abeille (Ophrys apifera), céphalanthère blanche (Cephalanthera damasonium) et épipactis à larges feuilles (Epipactis helleborine subsp. helleborine) et d'autres espèces comme la gentiane ciliée (Gentianopsis ciliata) et l'aster amelle. C'est un habitat qu'apprécie la pie-grièche écorcheur (Lanius collurio) ainsi que de nombreux insectes.

## Landes
Les landes sont des milieux dominés par une végétation basse à base de callune ou fausse bruyère et de genêt à balais (Cytisus scoparius). Elles résultent d'un déboisement forestier, voire d'incendies comme c'est le cas sur le terrain du Camp militaire de Bitche et dans une moindre mesure, l'ancien camp militaire de Fischbach. La présence à 250 m d'altitude de la rare anémone vernale (Pulsatilla vernalis), du thymélée des Alpes (Daphne cneorum) et de l'arnica (Arnica montana), plantes montagnardes, témoigne de l'effet d'îlot de continentalité des cuvettes du Pays de Bitche. Les landes du terrain militaire accueillent également le pied de chat dioïque (Antennaria dioica), l'immortelle des sables (Helichrysum stoechas) et le très rare lycopode petit cyprès (Diphasiastrum tristachyum) qui se développent sur des sables secs et semblent profiter des incendies.
Sur sol tourbeux, les landes sont composées d'autres espèces comme la gentiane pneumonanthe (Gentiana pneumonanthe) et la linaigrette vaginée (Eriophorum vaginatum). Quelques oiseaux spécifiques nichent dans ces milieux : l'engoulevent, les pies-grièches grise, le tarier pâtre et l'alouette lulu (Lullula arborea).

## Vergers traditionnels
Créé par l'homme, le verger d'arbres à hautes tiges, pâturé ou fauché, est un milieu semi-naturel digne d'intérêt sur le plan écologique. Il est essentiellement composé, dans le Parc, de pommiers, quetschiers, cerisiers, poiriers et noyers. Un certain nombre d'espèces animales sauvages y trouve l'ultime espace vital préservé dans un paysage agricole de plus en plus dénudé par les remembrements et contaminé par les traitements chimiques. Dans le Parc, les principaux vergers traditionnels entourent le massif forestier. Des espèces d'oiseaux en régression nichent encore dans les vergers dotés de cavités naturelles et d'arbres morts. C'est le cas du torcol fourmilier, de la huppe fasciée (Upupa epops), de la chouette chevêche (Athene noctua) et de la pie-grièche à tête rousse.
Dans ces milieux parfois riches en insectes, viennent chasser des chauves-souris comme la pipistrelle commune (Pipistrellus pipistrellus), la sérotine commune et l'oreillard gris.